# Tračničko mjerno vozilo EM-120
Tračničko mjerno vozilo tehničko-mjernih karakteristika EM-120 izgradila je tvrtka Plasser & Theurer, a nalazi se, između ostalih,  u inventarnom parku Hrvatskih željeznica. Tračničko mjerno vozilo je šestosovinsko samohodno dizelsko motorno vozilo za posebne namjene u koje je ugrađena mjerna oprema za snimanje propisanih geometrijskih parametara kolosijeka te elektronička i računalna oprema za pohranu, prikaz i analizu snimljenih mjernih podataka. 
Mjerno vozilo raspolaže s dva upravljačka mjesta i kolosijek je moguće mjeriti u oba vozna smjera. Uz svako upravljačko mjesto nalazi se posebna tipkovnica za ručno registriranje podataka važnih za obavljanje mjerenja (nailazak na skretnice, željezničko cestovni prijelaz, pružne građevine) i ispravak kilometarskoga položaja.
Mjerenje se obavlja pomoću mjernih osovina postavljenih između osovinskih sklopova. Njihova stabilnost u kolosijeku ostvaruje se djelovanjem uspravnih i vodoravnih sila preko zračnoga sustava.
U mjernom odjeljku nalaze se mjerni stol i računalo. Mjerni stol sastoji se od uređaja za crtanje grafičkoga mjernog dijagrama i uređaja za ispis numeričkoga mjernog izvješća. Vozilo je opremljeno klima-uređajima koji održavaju stalnu temperaturu potrebnu za siguran rad računala i opreme. 
Tračničkim mjernim vozilom tehničko-mjernih karakteristika EM-120 provjeravaju se sljedeći geometrijski parametri uporabnoga stanja kolosijeka:
- uzdužni profil voznih površina tračnica u kolosijeku (stabilnost kolosijeka).
- iskrivljenost ravnine kolosijeka
- visinski odnos tračnica i nadvišenje vanjske tračnice kolosijeka u luku
- smjer (zakrivljenost) tračnica u kolosijeku

## Temeljni tehnički podaci
- ukupna masa: 48,340 t
- masa na pogonskoj osovini: 11,500 t
- masa na slobodnoj osovini: 10,700 t
- masa na srednjoj osovini: 2,200 t
- promjer voznih kotača: 850 mm
- promjer mjernih kotača: 350,7 mm
- snaga motora: 368 kW
- najveća mjerna brzina: 120 km/h
- najveća vozna brzina: 120 km/h (može se uvrstiti na kraj vlaka s najvećom brzinom 120 km/h)

## Vanjske poveznice
- EM 120  Arhivirana inačica izvorne stranice od 14. listopada 2008. (Wayback Machine)